# Taroménane
Les Taroménane sont un peuple autochtone non contacté vivant dans le parc national Yasuni, dans le bassin amazonien équatorien.
Avec les Tagaéri, ils constituent les deux derniers groupes indigènes connus vivant en autarcie complète et perpétuant leurs coutumes ancestrales. Le clan est supposément relié de manière lointaine au peuple Huaorani[réf. nécessaire].
On estime qu'il y a, dans la forêt tropicale, de 150 à 300 Taroménanes qui ont encore un mode de vie nomade, et peut-être seulement 20 à 30 Tagaéris encore en vie, bien que ces chiffres soient incertains[réf. souhaitée].
Récemment, les Taroménanes ont été menacés par le développement de l'industrie pétrolière, ainsi que l'exploitation forestière illégale dans le parc national de Yasuni. En février 2008, les autorités équatoriennes autorisent une enquête sur la base d'informations, selon lesquelles cinq membres des tribus Taroménanes et Tagaéris auraient été assassinés.